# Hack Simpson
Harold Alfred Simpson, detto Hack (Winnipeg, 26 giugno 1910 – Montréal, 30 marzo 1978), è stato un hockeista su ghiaccio canadese.

## Palmarès

### Olimpiadi invernali
- Oro a Lake Placid 1932 nell'hockey su ghiaccio.